# Ophiacantha linea
Ophiacantha linea är en ormstjärneart som beskrevs av Chang-Hoon Shin och Rho 1989. Ophiacantha linea ingår i släktet Ophiacantha och familjen knotterormstjärnor. Inga underarter finns listade i Catalogue of Life.